# Konrad Kozłowski

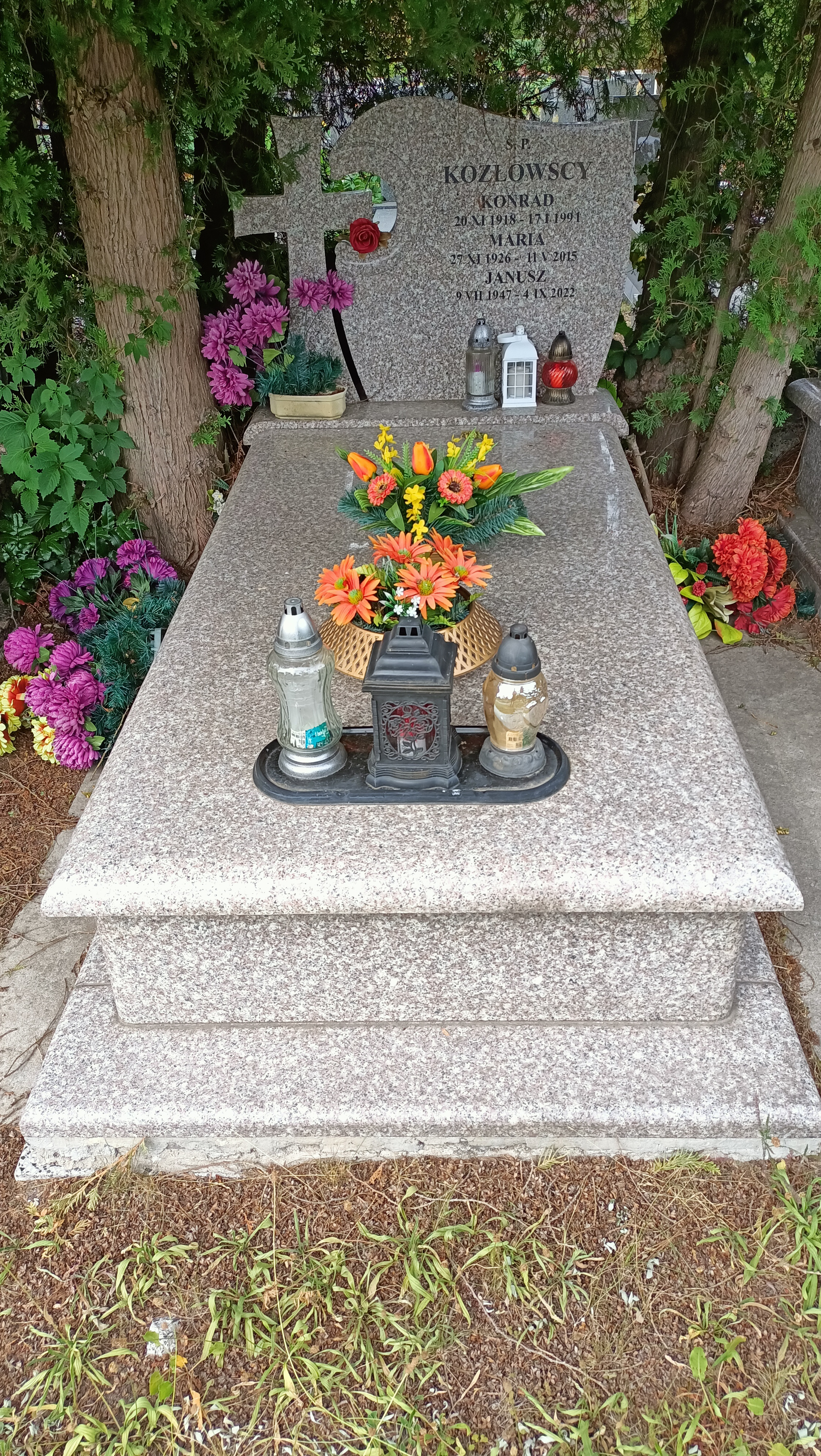
Grób Konrada Kozłowskiego na Cmentarzu Komunalnym Północnym w Warszawie

Konrad Stanisław Kozłowski (ur. 20 listopada 1918 w Svetim Lovreču, zm. 17 stycznia 1991) – polski działacz partyjny i państwowy, inżynier elektryk, ekonomista, podsekretarz stanu w Ministerstwie Łączności (1962–1980), wiceprzewodniczący Komitetu ds. Radia i Telewizji „Polskie Radio i Telewizja” (1957–1960, 1980–1985).

## Życiorys
Syn Konrada i Janiny. W 1938 zdał maturę w gimnazjum w Myślenicach, następnie do 1939 studiował inżynierię elektryczną na Politechnice Lwowskiej. Od 1943 do 1944 działał w Armii Krajowej w województwie krakowskim pod pseudonimem „Milmar”. W późniejszym okresie odbył kurs branżowy NOT-Stowarzyszenia Elektryków Polskich celem uzyskania stopnia inżyniera (1952–1953). W 1967 uzyskał magisterium na Wydziale Ekonomiki Produkcji Szkoły Głównej Planowania i Statystyki.
Od 1946 działał w Polskiej Partii Robotniczej, w 1948 przekształconej w Polską Zjednoczoną Partię Robotniczą, był m.in. sekretarzem POP PPR/PZPR w Pomorskiej Dyrekcji Okręgowej Polskiego Radia w Bydgoszczy. W ramach pomorskiego oddziału PR pracował w latach 1945–1949 jako inspektor techniczny, kierownik referatu i naczelnik wydziału radiofonii przewodowej. Następnie był dyrektorem technicznym Dyrekcji Naczelnej Radiofonizacji Kraju i naczelnym inżynierem Centralnego Zarządu Radiofonizacji Kraju w Warszawie. W 1952 wicedyrektor departamentu w Ministerstwie Poczt i Telegrafów, od 1952 do 1955 oddelegowany do Urzędu Rady Ministrów jako radca wicepremiera i radca działu ds. łączności. W latach 1957–1960 pracował także w Radiokomitecie jako wiceprezes ds. technicznych. Następnie związany z Ministerstwem Łączności jako dyrektor generalny (czerwiec 1955 – maj 1962) i podsekretarz stanu (maj 1962 – czerwiec 1980), w tym od czerwca 1973 w randze pierwszego zastępcy ministra. Następnie od października 1980 do listopada 1985 pozostawał wiceprzewodniczącym Radiokomitetu.
W latach 1960–1965 przewodniczył zarządowi Polskiego Związku Krótkofalowców, posługiwał się znakiem wywoławczym SP5KK (był także oficerem Wojskowej Służby Wewnętrznej).
Został pochowany na Cmentarzu Komunalnym Północnym w Warszawie.

## Odznaczenia
- Krzyż Komandorski Orderu Odrodzenia Polski (1969)[8]